# 虎号鱼雷艇
虎号（Tiger）是德国国家海军暨战争海军于1920年代中期建造的六艘1924（猛兽）级鱼雷艇的4号艇。它曾在1930年代末的西班牙内战期间多次执行不干预巡逻任务。至1939年8月，虎号在一次夜间训练中被德国驱逐舰Z-3“马克斯·舒尔茨”号意外撞沉。

## 设计及装备
猛兽级鱼雷艇的设计源自前级猛禽级，其体型稍大、速度略快，但武器装备类似。虎号的水线长和全长分别为89米和92.6米，有8.65米的舷宽以及平均3.65米吃水深度；设计排水量为933吨，满载时则可达1,320吨。它由两台布朗-博韦里齿轮传动蒸汽轮机提供动力，各负责驱动一副直径为2.35米的三叶螺旋桨。过热蒸汽则由三台燃油水管锅炉供应，这使得它在23,000匹軸馬力（17,000千瓦特）额定功率下的设计航速为34節（63每小時）。该艇最多可贮存338吨燃料油，能够以17節（31每小時）的速度的巡航1,997海里（3,698）。艇只的标准船员编制为4名军官和125名水兵。
竣工时，猛兽级艇装备有三门105毫米28倍径速射炮作为主炮，一门位于艇艏前部，两门位于艇艉后部，从艏到艉依次编为1至3号炮。它们还在两座水面三联装挂架上安装有六具500毫米鱼雷发射管，并可携带多达30枚水雷。1931年后，这些鱼雷发射管被533毫米管取代，并增加了一对20毫米30式高射炮。

## 建造及服役

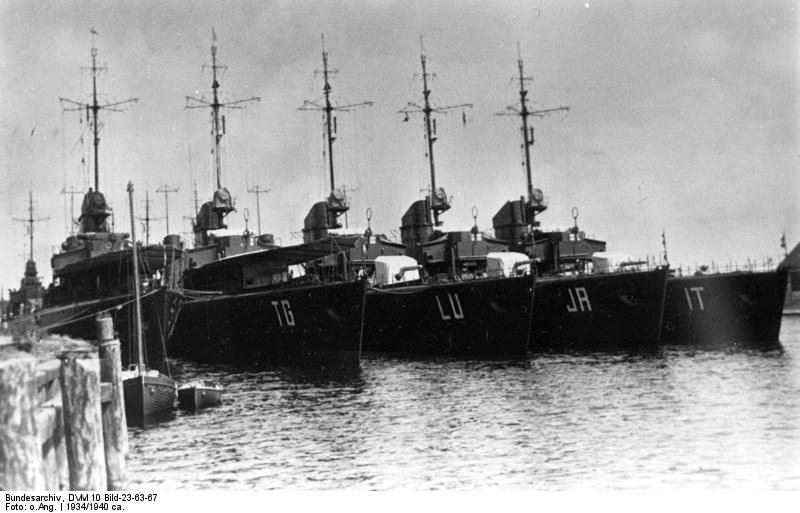
锚泊中的虎号、猞猁号、美洲豹号和鸡貂号（从左到右）

虎号自1927年4月2日起与姊妹艇猞猁号一起在威廉港的国家海军造船厂铺设龙骨，建造序列为112。它们均于1928年3月15日与另两艘姊妹艇美洲豹号和豹号共同下水，其中虎号由时任国家海军舰队司令的海军中将伊万·奥尔德科普发表下水演说，并由前虎号炮舰的末任舰长、海军少将卡尔·冯·博德克主持为新艇命名。经过十个月的舾装，新虎号于1929年1月15日投运，进而一直接受强制性海试直到同年6月底。其船员由已退役的老式鱼雷艇V-6号换编而来。完成海试后，它被编入第3鱼雷艇半区舰队（3. Torpedoboots-Halbflottille）担任领舰，进而跟随舰队参加了1930年4月2日至6月18日的地中海训练巡航，期间相继到访维戈、阿尔梅里亚、卡塔尼亚、斯普利特和里斯本等城市。1932年秋，该艇则在波罗的海巡航，分别访问了赫尔辛基和里加。它们于1934年又在挪威海域展开了进一步的训练。
西班牙内战爆发后，虎号从1936年到1938年期间曾多次被派往当地海域，执行所谓的“不干预巡逻”任务，目的是防止人员和物资落入参战方手中。首次部署于1936年9月执行，它在那里成为参与国际海上封锁的一份子。类似行动于同年11月至12月再次进行。1937年5月，虎号列席远洋班轮威廉·古斯特洛夫号的下水仪式，之后又担任阿道夫·希特勒及其随行人员的座船——国家游艇蟋蟀号前往基尔的伴行艇。它于1937年6月至7月第三度被部署至西班牙水域。返回德国后，该艇于7月17日停运。虎号于同年12月10日重新投运，并接替海雕号鱼雷艇充当起未来驱逐舰船员的训练任务。1938年2月，它再被编入第3鱼雷艇半区舰队，并在次月与姊妹艇狼号和鸡貂号一起第四度被派往西班牙海域，以接替在当地巡逻的第4半区舰队。1938年7月返回德国后，第3半区舰队重组为第6鱼雷艇区舰队。
1939年9月1日德国对波兰宣战前不久，战争海军的许多鱼雷艇和驱逐舰都在波罗的海进行训练。8月27日凌晨02:34，正熄灯航行的虎号在博恩霍尔姆岛东南方向与己方驱逐舰Z-3“马克斯·舒尔茨”号意外相撞，导致前者至03:13在55°11′N 15°50′E / 55.183°N 15.833°E处沉没，造成2人罹难、6人受伤。幸存者被驱逐舰救起，后者舰艏受损，但自身无人伤亡。